# Феликс (Испания)
Вижте пояснителната страница за други значения на Феликс.
Феликс (Испания) (на испански: Felix) е населено място и община в Испания. Намира се в провинция Алмерия, в състава на автономната област Андалусия. Общината влиза в състава на района (комарка) Пониенте Алмериенсе. Заема площ от 81 km². Населението му е 643 души (по данни от 2010 г.). Разстоянието до административния център на провинцията е 26 km.

## Демография
| 1996 | 1998 | 1999 | 2000 | 2001 | 2002 | 2003 | 2004 | 2005 | 2006 |
| ---- | ---- | ---- | ---- | ---- | ---- | ---- | ---- | ---- | ---- |
| 562  | 565  | 575  | 571  | 562  | 566  | 557  | 564  | 534  | 513  |